# Klaus Volkert
Klaus Volkert (* 24. November 1942 in Braunschweig) ist ein deutscher Gewerkschafter und Mitglied der IG Metall. Bekannt wurde der langjährige Betriebsratsvorsitzende von Volkswagen (VW) durch seine Verwicklung in die VW-Korruptionsaffäre, worauf er vom Landgericht Braunschweig zu zwei Jahren und neun Monaten Freiheitsstrafe verurteilt wurde.

## Leben
Volkert begann seine Berufslaufbahn mit einer Lehre als Schmied. Im Jahr 1969 ging er als Mechaniker zu VW nach Wolfsburg, bereits ein Jahr später wurde er Vertrauensmann der IG Metall. 1978 wurde er erstmals in den Betriebsrat von VW gewählt. Im Jahr 1990 wurde Volkert Vorsitzender des Betriebsrats der Volkswagen AG. Im gleichen Jahr wurde er auch Mitglied im VW-Aufsichtsrat. Er war als Betriebsratsvorsitzender auch Gründungsmitglied des Volkswagen-Europa-Konzernbetriebsrats, dessen Präsident er 1992 wurde. Weiterhin war er Gründungsmitglied des Volkswagen-Welt-Konzernbetriebsrats, dessen Präsident er 1999 wurde.
Als Betriebsratsvorsitzender gestaltete er vor allem neue Konzepte zur Beschäftigungssicherung mit, die bundesweit Aufmerksamkeit erregten. So wurde 1993 die „Vier-Tage-Woche“ eingeführt, bei der die beteiligten VW-Mitarbeiter auf ca. 15 % ihres Lohns verzichteten und wodurch 30.000 Arbeitsplätze gesichert wurden. Im Jahr 2001 wurde bei VW das Projekt „5000 mal 5000“ eingeführt. Damit wurden 5.000 Neueinstellungen deutlich unter dem VW-Haustarif der IG Metall möglich, die Produktion des neuen VW Touran blieb in Deutschland (Werk Wolfsburg).
Am 30. Juni 2005 trat Volkert überraschend von seinem Amt als Vorsitzender des Gesamtbetriebsrats der VW AG zurück. Zu diesem Zeitpunkt gab es Diskussionen um eine mögliche Verwicklung von Volkert in die VW-Affäre, dies wurde von VW und IG Metall bestritten. Zuvor hatten laut Presseberichten VW-Mitarbeiter ihm eine zu große Nähe zu VW-Vorständen vorgeworfen.

### VW-Affäre
Im Juli 2005 wurde eine Bestechungsaffäre im VW-Konzern bekannt, die sich zunächst um Korruption bei der VW-Tochter Škoda drehte. Ein Manager der Tochtergesellschaft hatte Zulieferverträge mit Firmen abgeschlossen, an denen er selbst beteiligt war (Tarnfirmen). Auch Volkert soll daran beteiligt gewesen sein. Bald weitete sich die Affäre auf Gefälligkeiten und Vergnügungsreisen aus, mit denen Betriebsratsmitglieder zu Wohlverhalten veranlasst werden sollten. Verwickelt war darin auch VW-Vorstand Peter Hartz.
Gegen Hartz und Volkert wurden schließlich Ermittlungsverfahren wegen des Verdachts der Untreue bzw. der Beihilfe zur Untreue eingeleitet. Peter Hartz wurde am 25. Januar 2007 zu einer Strafe von zwei Jahren auf Bewährung sowie einer Geldstrafe von 576.000 Euro (entsprechend 360 Tagessätzen à 1.600 Euro) verurteilt. Volkert soll über Peter Hartz von 1994 bis 2005 zusätzlich zu seinem Gehalt sogenannte Sonderbonuszahlungen von rund 1,95 Millionen Euro erhalten haben, ohne dass dies bei VW offengelegt worden war. Im Zeitraum zwischen 2000 und 2004 soll Peter Hartz an die damalige langjährige Geliebte von Volkert, die Brasilianerin Adriana Barros, Barauszahlungen in Höhe von knapp 400.000 Euro als Auslagen für „Betriebsratsprojekte“ freigegeben haben.
Aufgrund von Verdunklungsgefahr erwirkte die Staatsanwaltschaft Braunschweig schließlich am 21. November 2006 gegen Volkert einen Haftbefehl. Gegen Volkert und seinen Anwalt Peter-Michael Diestel wurden zudem Vorwürfe erhoben, sie hätten dem früheren Hartz-Mitarbeiter und Belastungszeugen Klaus-Joachim Gebauer finanzielle Unterstützung in Aussicht gestellt, wenn er seine früheren Aussagen abschwäche. Am 12. Dezember 2006 wurde der Haftbefehl gegen Volkert aufgehoben. Es bestehe keine weitere Verdunkelungsgefahr, da Volkert vor dem Ermittlungsrichter ein glaubwürdiges umfassendes Geständnis abgelegt habe. Am 22. Februar 2008 wurde Volkert wegen Beihilfe und Anstiftung zur Untreue zu 2 Jahren und 9 Monaten Haft verurteilt. Den Antrag auf Revision verwarf der Bundesgerichtshof in Leipzig am 17. September 2009 als unbegründet; die Urteile gegen Volkert und Gebauer wurden damit rechtskräftig. Volkert wurde am 2. September 2011 – nach 21 Monaten – vorzeitig aus der Haft entlassen.

### Privates
Volkert ist verheiratet und Vater eines erwachsenen Kindes.

## Preise und Auszeichnungen
Volkert ist Träger des Niedersächsischen Verdienstordens und des Bundesverdienstkreuzes am Bande. Auf die ihm 2002 von der TU Braunschweig verliehene Ehrendoktorwürde verzichtete Volkert im Dezember 2009 schriftlich aufgrund seiner rechtskräftigen Verurteilung zu besagter Haftstrafe und nachdem die TU ein Entzugsverfahren eingeleitet hatte.